# Suzuki Sujaku
Suzuki Sujaku (japanisch 鈴木 朱雀, eigentlich Suzuki Kōtarō (鈴木 幸太郎); geboren 7. Dezember 1891 in Tokio; gestorben 4. Mai 1972) war ein japanischer Maler der Nihonga-Richtung während der Meiji-, Taishō- und Shōwa-Zeit.

## Leben und Werk
Suzuki studierte Malerei im Nihonga-Stil bei Noda Kyūho (1879–1971). Nachdem Suzukis Arbeit „Zwitschernder Vogel“ (吟鳥 Ginchō) für die 2. Teiten-Ausstellung angenommen wurde, reichte er danach regelmäßig neue Werke ein. Auf der 9. Teiten 1928 zeigte er ein Bild zu „Schlangenhafte Unzucht“ (蛇性の婬 Jasei no in), einer Erzählung aus dem Ugetsu Monogatari, auf der 13. Ausstellung 1932 „Gracias letzte Stunde“ (がらしや殿 最後 Garasha-dono saigo) und auf der 15. Ausstellung ein Bild des Koizumi Yakumo.
1936 nahm er an dem Kunstwettbewerb anlässlich der Olympischen Spiele in Berlin mit dem Werk „Klassisches japanisches Pferderennen“ (古典的競馬 Kotenteki keiba) teil, mit dem er eine Bronze-Medaille gewann. Er war neben Fujita Ryūji einer der beiden Japaner, die 1936 im Kunstwettbewerb ausgezeichnet wurden. Auch sonst beschäftigte sich Suzuki vorwiegend mit geschichtlichen Themen.
Suzuki war Mitglied der „Nihon Bijutsu Kyōkai“ (日本美術協会) und reichte Arbeiten auch bei der Kōdosha (煌土社) ein.